# María de León y Delgado
María de León y Delgado, též zvaná La Siervita nebo Sor María de Jesús (23. března 1643, El Sauzal, Tenerife – 15. února 1731, San Cristóbal de La Laguna, Tenerife), byla španělská řeholnice a mystička uctívaná na Kanárských ostrovech. Patří mezi největší mystiky Španělska.

## Život

### Mládí
Narodila se v chudé rodině a už jako dítě prožila svou první malou mystickou extázi. Pocházela ze čtyř sourozenců, měla tři bratry. Vzhledem k obrovské chudobě své rodiny ji matka dala k adopci bohatým manželům, ale krátce poté, co adoptivní manželé pojali úmysl se i s ní odstěhovat do Ameriky, ji matka svěřila strýci.
Z tohoto důvodu se odstěhovala do města San Cristóbal de La Laguna. Její strýc měl velmi dobré sociální postavení, a ačkoli chtěl dát své neteři různé vybavení, mladá Marie je odmítla, protože chtěla žít v neustálé askezi.
Její strýc se rozhodl jí odkázat svůj majetek, ona to ale odmítla a v touze zasvětit se Bohu se stala řeholnicí.

### V klášteře
V roce 1668 vstoupila do kláštera svaté Kateřiny Sienské ve městě San Cristóbal de La Laguna. Právě v tomto období jí bylo přisuzováno mnoho zázraků. Například její devocionální medailon s obrazem Panny Marie Samoty byl rozbit na kousky, ale po několika dnech se spontánně znovu složil dohromady. V jiném případě některé řádové sestry popisovaly, že možná levitovala.
V klášteře si María vybrala jméno Sestra Marie od Ježíše na počest sv. Terezie od Ježíše, kterou velmi uctívala. Začala žít od té doby podle řeholních slibů a v neustálém pokání a postech.

### Smrt
Dne 15. února 1731 zemřela v klášteře ve stavu hluboké extáze. Tři roky po smrti bylo její tělo nalezeno celistvé a nerozložené. Od té doby se každý rok 15. února její tělo ukazuje věřícím, kteří přicházejí na pouť z různých míst Kanárských ostrovů a Španělska. Nyní probíhá proces jejího blahořečení.

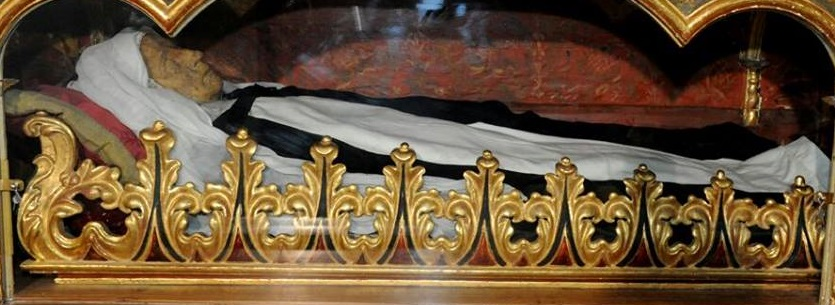
Neporušené tělo